# Marie de Guise
Marie de Guise (22. listopad 1515, Bar-le-Duc, Francie – 11. červen 1560, Edinburgh, Skotsko) byla skotská královna, regentka (1554–1559), druhá manželka skotského krále Jakuba V. a matka Marie Stuartovny.

## První manželství
Pocházela z rodu de Guise. Narodila se jako nejstarší dcera vévody Klaudia Lotrinského, vévody de Guise a jeho manželky Antonie Bourbonské. Když jí bylo osmnáct let, vdala se 4. srpna 1534 v kapli královského paláce v Louvru za Ludvíka Orleánského, vévodu z Longueville. O rok později, 30. prosince 1535, se jí narodilo první dítě, syn František.
V zimě následujícího roku byla pozvána do Skotska, kde se konala svatba krále Jakuba V. a francouzské princezny Magdalény z Valois, nejstarší dcery francouzského krále Františka I. Když 9. června 1537 Mariin manžel Ludvík Orleánský zemřel, stala se ve věku 21 let vdovou. O dva měsíce později porodila své druhé dítě, syna Ludvíka, který však ve věku čtyř měsíců zemřel.

## Nové námluvy

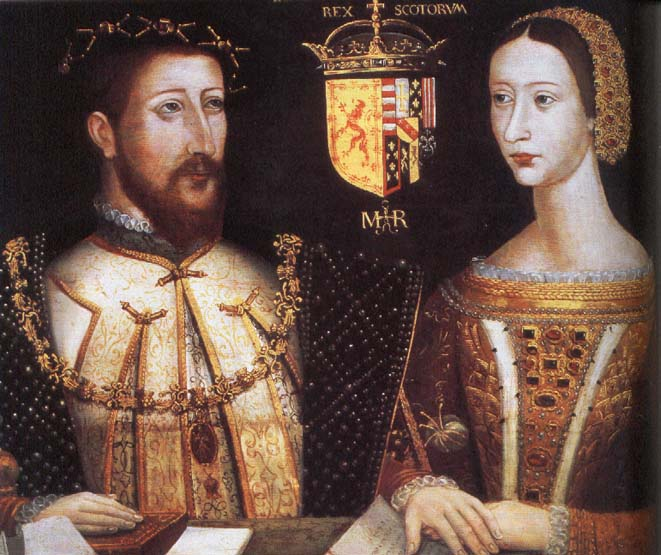
Marie de Guise a Jakub V.

Po smrti Jakubovy manželky Magdalény z Valois se skotský král opět vydal do Francie pro nevěstu. Marie de Guise byla dobrou partií i pro krále, což dokazuje i to, že se o její ruku ucházel i sám Jindřich VIII., čehož hlavním důvodem bylo, aby Jakub nemohl posílit své vztahy s katolickou Francií. Katoličtí Guisovci však dali přednost stejně nábožensky orientovanému Jakubovi.
Marie byla šokovaná, když jí oznámili, že pro ni sjednali nový sňatek. Dosud žila v prosperujícím, téměř luxusním prostředí, a vůbec se jí nechtělo opustit kulturně vyspělejší a krásnější Francii a odjet daleko od své rodiny, do podle ní barbarského a drsného Skotska. Na její nevůli se podepsal i fakt, že uplynul jen krátký čas, co ovdověla a přišla o syna, ale nakonec se podvolila žádosti svého otce. Svatba se konala v květnu 1538 v pařížském chrámu Notre-Dame, kde si vzala za manžela skotského krále Jakuba V., v zastoupení Roberta, lorda Maxwella.

## Druhé manželství
Když Marie v červnu opustila Francii, zanechala doma svého prvorozeného syna, kterého si nesměla s sebou vzít do svého nového domova. Na pobřeží Skotska přistála 10. června 1538, a ve Fife ji oficiálně přivítal její manžel Jakub. Marie byla překvapená uvítáním, protože přicházela s přesvědčením, že její nová vlast je barbarská a nekulturní zem. Naproti tomu přinesla Marie do Skotska renesančního ducha, módu i zvyky. Několik dní po Mariině příjezdu se konala svatba ještě jednou, tentokrát se jí ale zúčastnil Jakub osobně, a 22. února 1540 byla Marie v Holyroodském opatství korunovaná na skotskou královnu.
22. května 1540, jen tři měsíce po korunovaci, přivedla Marie v St. Andrews na svět svého prvního syna – následníka trůnu Jakuba, který však žil jenom rok. 24. dubna 1541 porodila druhého syna, Roberta, vévodu z Albany, který ale o dva dny později zemřel rovněž. Další dítě, tentokrát dcera, se narodila 8. prosince 1542. Jen několik dní po narození malé Marie Stuartovny se Marie de Guise stala podruhé vdovou, když duševně zlomený Jakub V. zemřel ve svém paláci Falkland.

## Královna vdova
Po Jakubově smrti se novou královnou stala jen několikadenní Marie Stuartovna. Protože ještě nebyla schopna sama vládnout, regentkou se stala její matka Marie de Guise. Regentství neproběhlo bez problémů – čím dál víc musela bojovat proti protestantům, které tajně podporovala anglická královna Alžběta I. Marie poslala svou dceru na výchovu na francouzský dvůr, kde měla vyrůstat spolu s dětmi krále Jindřicha II. a následně se stát manželkou Jindřichova syna a budoucího francouzského krále Františka II. Marie nechala dceru v rukou své rodiny de Guise a nepřestávala se zajímat o její pokroky, ale navštívila ji ve Francii pouze jedenkrát. V roce 1559 skotský parlament zbavil Marii regentství.
Zemřela 11. června 1560 v Edinburghu na vodnatost. Její tělo bylo převezeno do Francie a pochováno v kostele v ženském klášteře v Remeši, kde byla abatyší její sestra Renée.

## Vývod z předků
|                |                           |  |                  |                                 |  |  |  |  |  |  |  | Antonín z Vaudémontu |
|                |                           |  |                  |                                 |  |  |  |  |  |  |  |                      |
|                | Fridrich II. z Vaudémontu |  |                  |                                 |  |  |  |  |  |  |  |                      |
|                |                           |  |                  |                                 |  |  |  |  |  |  |  |                      |
|                |                           |  |                  | Marie z Harcourtu               |  |  |  |  |  |  |  |                      |
|                |                           |  |                  |                                 |  |  |  |  |  |  |  |                      |
|                | René II. Lotrinský        |  |                  |                                 |  |  |  |  |  |  |  |                      |
|                |                           |  |                  |                                 |  |  |  |  |  |  |  |                      |
|                |                           |  |                  | René I. z Anjou                 |  |  |  |  |  |  |  |                      |
|                |                           |  |                  |                                 |  |  |  |  |  |  |  |                      |
|                | Jolanda Lotrinská         |  |                  |                                 |  |  |  |  |  |  |  |                      |
|                |                           |  |                  |                                 |  |  |  |  |  |  |  |                      |
|                |                           |  |                  | Izabela Lotrinská               |  |  |  |  |  |  |  |                      |
|                |                           |  |                  |                                 |  |  |  |  |  |  |  |                      |
|                | Klaudius de Guise         |  |                  |                                 |  |  |  |  |  |  |  |                      |
|                |                           |  |                  |                                 |  |  |  |  |  |  |  |                      |
|                |                           |  |                  | Arnold z Guelders               |  |  |  |  |  |  |  |                      |
|                |                           |  |                  |                                 |  |  |  |  |  |  |  |                      |
|                | Adolf z Guelders          |  |                  |                                 |  |  |  |  |  |  |  |                      |
|                |                           |  |                  |                                 |  |  |  |  |  |  |  |                      |
|                |                           |  |                  | Kateřina Klevská                |  |  |  |  |  |  |  |                      |
|                |                           |  |                  |                                 |  |  |  |  |  |  |  |                      |
|                | Filipa z Guelders         |  |                  |                                 |  |  |  |  |  |  |  |                      |
|                |                           |  |                  |                                 |  |  |  |  |  |  |  |                      |
|                |                           |  |                  | Karel I. Bourbonský             |  |  |  |  |  |  |  |                      |
|                |                           |  |                  |                                 |  |  |  |  |  |  |  |                      |
|                | Kateřina Bourbonská       |  |                  |                                 |  |  |  |  |  |  |  |                      |
|                |                           |  |                  |                                 |  |  |  |  |  |  |  |                      |
|                |                           |  |                  | Anežka Burgundská               |  |  |  |  |  |  |  |                      |
|                |                           |  |                  |                                 |  |  |  |  |  |  |  |                      |
| Marie de Guise |                           |  |                  |                                 |  |  |  |  |  |  |  |                      |
|                |                           |  |                  |                                 |  |  |  |  |  |  |  |                      |
|                |                           |  | Ludvík z Vendôme |                                 |  |  |  |  |  |  |  |                      |
|                |                           |  |                  |                                 |  |  |  |  |  |  |  |                      |
|                | Jan VIII. z Vendôme       |  |                  |                                 |  |  |  |  |  |  |  |                      |
|                |                           |  |                  |                                 |  |  |  |  |  |  |  |                      |
|                |                           |  |                  | Jana z Lavalu                   |  |  |  |  |  |  |  |                      |
|                |                           |  |                  |                                 |  |  |  |  |  |  |  |                      |
|                | František z Vendôme       |  |                  |                                 |  |  |  |  |  |  |  |                      |
|                |                           |  |                  |                                 |  |  |  |  |  |  |  |                      |
|                |                           |  |                  | Ludvík z Beauvau                |  |  |  |  |  |  |  |                      |
|                |                           |  |                  |                                 |  |  |  |  |  |  |  |                      |
|                | Isabela de Beauvau        |  |                  |                                 |  |  |  |  |  |  |  |                      |
|                |                           |  |                  |                                 |  |  |  |  |  |  |  |                      |
|                |                           |  |                  | Markéta ze Chambley             |  |  |  |  |  |  |  |                      |
|                |                           |  |                  |                                 |  |  |  |  |  |  |  |                      |
|                | Antoinette Bourbonská     |  |                  |                                 |  |  |  |  |  |  |  |                      |
|                |                           |  |                  |                                 |  |  |  |  |  |  |  |                      |
|                |                           |  |                  | Ludvík Lucemburský ze Saint-Pol |  |  |  |  |  |  |  |                      |
|                |                           |  |                  |                                 |  |  |  |  |  |  |  |                      |
|                | Petr II. Lucemburský      |  |                  |                                 |  |  |  |  |  |  |  |                      |
|                |                           |  |                  |                                 |  |  |  |  |  |  |  |                      |
|                |                           |  |                  | Johana z Marle                  |  |  |  |  |  |  |  |                      |
|                |                           |  |                  |                                 |  |  |  |  |  |  |  |                      |
|                | Marie Lucemburská         |  |                  |                                 |  |  |  |  |  |  |  |                      |
|                |                           |  |                  |                                 |  |  |  |  |  |  |  |                      |
|                |                           |  |                  | Ludvík Savojský                 |  |  |  |  |  |  |  |                      |
|                |                           |  |                  |                                 |  |  |  |  |  |  |  |                      |
|                | Markéta Savojská          |  |                  |                                 |  |  |  |  |  |  |  |                      |
|                |                           |  |                  |                                 |  |  |  |  |  |  |  |                      |
|                |                           |  |                  | Anna Kyperská                   |  |  |  |  |  |  |  |                      |
|                |                           |  |                  |                                 |  |  |  |  |  |  |  |                      |